# Музей строительства и развития Норильской железной дороги
Музей строительства и развития Норильской железной дороги — ведомственный музей, посвящённый истории уникальной «островной» Норильской железной дороги.
Музей открыт в 2011 году. Экспозиция занимает зал ожидания на первом этаже здания бывшего вокзала Норильска (ул. Вокзальная, 8), в то время как на открытой площадке размещены натурные образцы подвижного состава.

## Описание
Здание вокзала, в котором расположен музей, было построено в 1953 году. В экспозиции музея представлены различные образцы железнодорожного оборудования, в том числе электрожезловой аппарат, образцы рельсов, инструменты путейцев. Две колёсные пары наглядно иллюстрируют разницу между узкой и широкой колеёй, поскольку первоначально Норильская железная дорога строилась, как узкоколейка. Также представлены модели подвижного состава, создана реконструкция интерьера комнаты дежурного по станции 1940-х-1950-х годов. Представлены предметы, иллюстрирующие быт строителей Норильской железной дороги.
На открытой площадке музея расположены натурные образцы подвижного состава, в том числе паровоз 9П, тепловоз ТЭМ2УМ, промышленный электровоз IV-КП1, два вагона электропоезда, две дрезины.